# Санкт-Мартин-им-Иннкрайс
Санкт-Мартин-им-Иннкрайс (нем. Sankt Martin im Innkreis) — ярмарочная община (нем. Marktgemeinde) в Австрии, в федеральной земле Верхняя Австрия.
Входит в состав округа Рид-им-Иннкрайс. Население составляет 1721 человек (на 31 декабря 2005 года). Занимает площадь 9 км². Официальный код — 41228.

## Политическая ситуация
Бургомистр общины — Курт Хёретцедер (АПС) по результатам выборов 2003 года.
Совет представителей общины (нем. Gemeinderat) состоит из 19 мест.
- АНП занимает 7 мест.
- АПС занимает 6 мест.
- СДПА занимает 5 мест.
- Зелёные занимают 1 место.